# Ейвон (Гемпшир)
Ейвон (англ. Avon) — річка в Англії, що починається на схід від Дівайзіса (Вілтшир) і тече на південь через долину Солсбері, впадаючи в Ла-Манш біля Крайстчерча. Довжина 77 км.
| Річка | Це незавершена стаття про річку. Ви можете допомогти проєкту, виправивши або дописавши її. |